# Kobrava
Kobrava je nenaseljeni otočić uz sjevernu obalu Mljeta. Proteže se u smjeru istok-zapad.
Njegova površina iznosi 0,521 km². Dužina obalne crte iznosi 5,45 km.